# 荻田保
荻田 保（おぎた たもつ、1908年9月2日 - 2003年4月9日）は、日本の内務官僚。

## 来歴
三重県生まれ。東京帝国大学法学部法律学科卒業。東京帝大在学中の1930年10月、高等試験行政科試験に合格。1931年4月に内務省に入省。東京府内務部地方課属。1948年1月7日に地方財政委員会事務局長。1949年6月に地方自治庁財政部長。同年12月に地方自治庁次長となり、1950年5月30日からは再び地方財政委員会事務局長。1952年7月に地方財政審議会委員となり、1967年10月に公営企業金融公庫総裁。1976年11月から1979年11月まで地方財政審議会会長。その後は地方財務協会特別顧問。
1978年、勲一等瑞宝章を受章。2003年4月9日、脳血管障害のため死去。

## 職歴
- 1931年6月：内務省に入省。東京府内務部地方課属
- 1932年10月：内務省大臣官房文書課属
- 1937年7月：内務省地方局
- 1944年3月：山形県経済部長
- 1945年4月：東京都長官官房財務課長
- 1945年10月：内務省地方局財政課長
- 1948年1月：地方財政委員会事務局長
- 1949年6月：地方自治庁財政部長
- 1949年12月：地方自治庁次長
- 1950年5月：地方財政委員会事務局長
- 1952年8月：退官

## 著書
- 『現代史を語る ー 内政史研究会談話速記録 ー』（現代史料出版、2000年発行）